# Electronic Frontier Foundation
Electronic Frontier Foundation (Fundația frontiere electronice) este o organizație non-profit cu scopul declarat de protejare a libertății de expresie.